# Stenoloba
Stenoloba é um gênero de traça pertencente à família Arctiidae.